# Golfbil

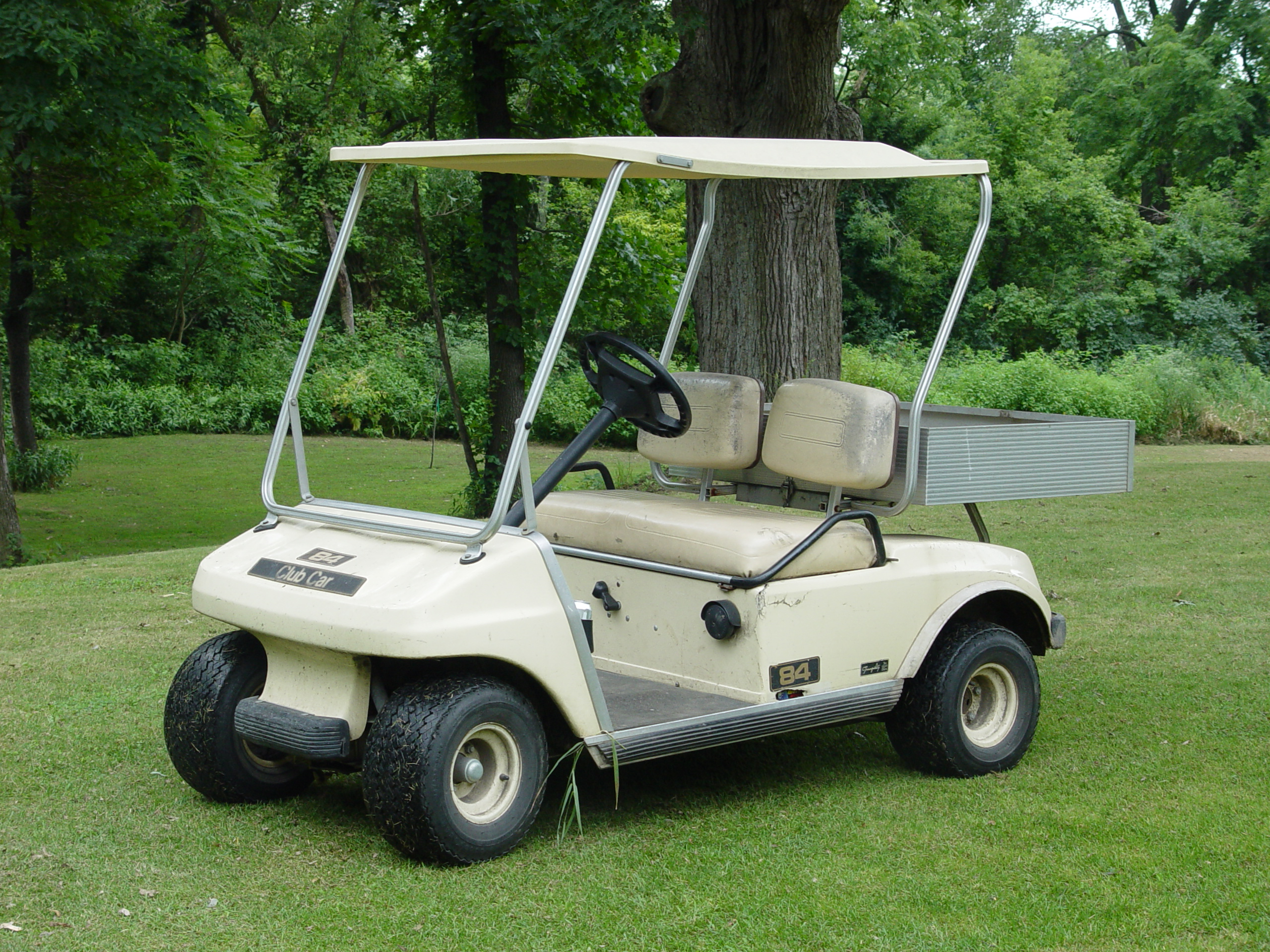
En vanlig golfbil med plats för två personer.

En golfbil är ett litet fordon ursprungligen designat för att transportera ett mindre antal golfspelare och deras klubbor runt en golfbana, som ett bekvämare alternativ till att gå runt banan. Golfbilar används även som transportmedel på mindre vägar.